# Mark Al-Khoury
Mark Al-Khoury (in arabo مارك الخوري‎?; Beirut, 22 febbraio 1998) è un cestista libanese.

## Carriera
Al-Khoury ha fatto il suo esordio come giocatore di pallacanestro professionista, con la maglia del Champville SC, durante la stagione 2016-2017 della Lebanese Basketball League, collezionando 11 presenze nella sua annata da rookie.
Nell'estate del 2017 firma con il Byblos Club, altra squadra libanese, con cui gioca sia nella stagione 2017-18 che in quella 2018-19. Nella seconda stagione con la maglia del Byblos, in 19 partite della LBL, ha registrato una media di 11.0 punti, 5.5 rimbalzi e 1.6 palle rubate a partita; una stagione molto impressionante, che gli è valsa la nomina di All-Lebanese League Most Improved Player of the Year.
Per la stagione 2019-2020 firma con il Sagesse, ma gioca solo quattro partite con la squadra a causa della sospensione della Lebanese Basketball League per via della pandemia da COVID-19. Nell'agosto 2020 venne poi annunciato il suo passaggio all'Al-Riyadi Beirut.
Il 13 luglio 2022 Al-Khoury ha firmato un contatto con la squadra del Dynamo Club con cui disputata tutta la stagione 2022-2023 della Lebanese Basketball League.
Nella stagione 2023-2024 della LBL gioca con la canotta dell'Hoops Club, dove in 15 partite di campionato disputate, ha fatto registrato una media di 13.8 punti, 7.5 rimbalzi, 1.3 assist e 1.3 palle rubate a partita. Queste prestazioni hanno attirato le attenzioni di varie squadre al termine della stagione, il 6 giugno 2024 il Sagesse annunciò il ritorno di Al-Khoury nella squadra con un contratto di due anni, ma il Sagesse Club cercò di mandarlo in prestito all'Antonine Club, decisione a cui il giocatore si oppose, cercando anche di ottenere la rescissione completa del suo contratto con il Sagesse. Il 15 luglio 2024, dopo nemmeno un mese dalla firma con il Sagesse, venne annunciato il suo arrivo al Beirut Club, squadra con cui attualmente gioca nella Lebanese Basketball League.
Nel dicembre 2024, visto che l'inizio della stagione della LBL 2024-25 è stato posticipato a causa della delicata situazione che ha vissuto il Libano nella seconda parte del 2024, Al-Khoury ha giocato momentaneamente con la maglia dell'Al-Gharafa nella Qatari Basketball League.
Con la casacca della nazionale del Libano ha preso al Campionato del mondo 2023.

## Palmarès

### Squadra
- Lebanese Basketball League: 1

Riyadi Beirut: 2020-2021